# Клинтон, Хиллари
Хи́ллари Дайа́н Ро́дэм Кли́нтон (англ. Hillary Diane Rodham Clinton; род. 26 октября 1947, Чикаго, США) — американский политический и государственный деятель, первая леди США (1993—2001), сенатор от штата Нью-Йорк (2001—2009), государственный секретарь США (2009—2013). Кандидат в президенты США на выборах 2016 года от Демократической партии (собрала большинство голосов электората, но в результате проиграла Дональду Трампу по количеству голосов выборщиков). Первая женщина, которая выиграла Праймериз Демократической партии, и единственная женщина, выигравшая президентские выборы в США по голосам народа. Также она является единственной первой леди США, баллотировавшейся в президенты.
Первая леди Арканзаса (1983—1992). Ректор университета Квинс в Белфасте (Северная Ирландия) с января 2020 года. Супруга 42-го президента США Билла Клинтона.

## Биография

### Ранние годы и карьера

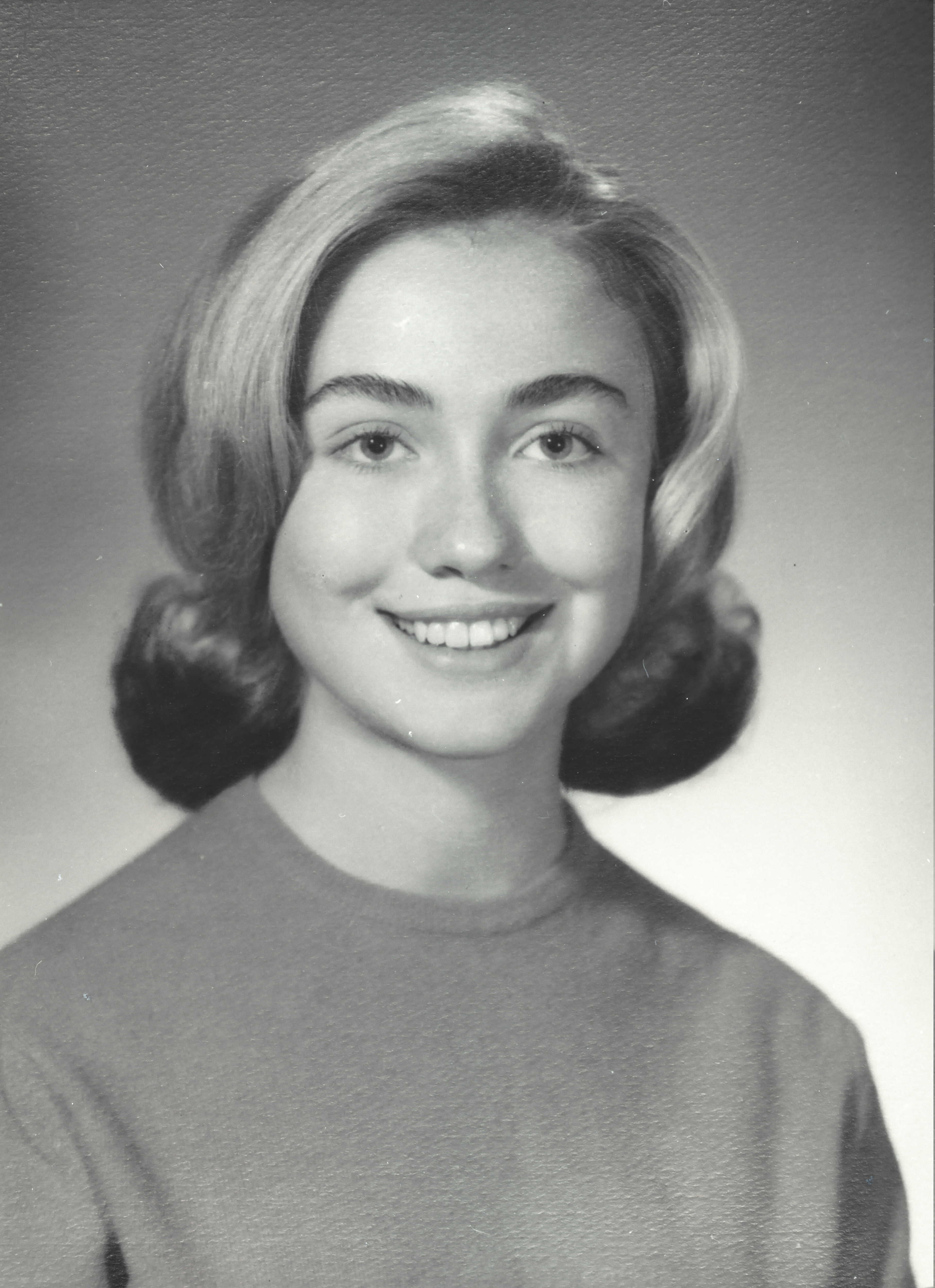
Выпускной портрет Родэм, 1965 г.

Хиллари Родэм родилась 26 октября 1947 года в больнице Эджвейтер — Чикаго, Иллинойс.
Хиллари росла в семье приверженцев Объединённой методистской церкви. Сначала семья жила в Чикаго, а когда Хиллари исполнилось три года, переехала в город Парк-Ридж.
Её отец, Хью Эллсворт Родэм (1911—1993) имел британское происхождение, а также был успешным предпринимателем в малом бизнесе (текстильной промышленности).
Её мать, Дороти Эмма Хауэлл Родэм (1919—2011) была домохозяйкой, и имела английские, шотландские, квебекские, валлийские и голландские корни.
У Хиллари есть два младших брата — Хью (род. 1950) и Тони Родэм (8 августа 1954 — 7 июня 2019).
Будучи ребёнком, Хиллари Родэм была любимицей у учителей. Она преуспевала в таких видах спорта как плавание и баскетбол, отмечена множеством наград, как Броуни и Гёл-скаут.
В детстве Хиллари вдохновлялась усилиями США в космической гонке и даже отправила в НАСА письмо, где спрашивала, что ей нужно сделать для того, чтобы стать астронавтом.
Хиллари училась в средней школе Мэйн Ист (англ. Maine East High School), где принимала активное участие в школьной жизни — состояла в школьном совете, редакции школьной газеты, а также была членом Национального общества почёта. В старших классах училась в средней школе Мэйн Саус (англ. Maine South High School), в которой учителя выделяли её как «самую способную к успеху».
В 1965 году Родэм поступила в Колледж Уэллсли, где специализировалась в области политологии. В 1969 году получила степень бакалавра и поступила на юридический факультет Йельского университета. В 1973 году получила степень доктора права.
Весной 1971 года, в университете, она познакомилась со своим будущим мужем Биллом Клинтоном, с которым они начали встречаться. Летом она проходила стажировку в Окленде, штат Калифорния, в юридической фирме Treuhaft, Walker and Burnstei. Тем же летом Билл Клинтон переехал к Хилари Родэм в Калифорнию и они некоторые время жили вместе до брака. Впервые Билл предложил ей выйти замуж после окончания учёбы, но она отказалась, не зная, хочет ли она связать свое будущее с ним. Поженились они лишь в 1975 году.
До замужества работала в фонде защиты детей и в аппарате юридического комитета Палаты представителей. Затем переехала в штат Арканзас, где Билл Клинтон начинал свою политическую карьеру.
С 1975 года преподавала на юридическом факультете Университета Арканзаса, с 1976 года работала в юридической фирме Rose Law Firm.
В 1978 году президент Джимми Картер назначил Хиллари членом правления Корпорации юридических услуг. В том же году Билл Клинтон был избран губернатором Арканзаса.
Будучи первой леди штата в течение двенадцати лет (1979—1981 и 1983—1993), Клинтон активно участвовала в общественной жизни штата, в частности, в таких областях, как образование, здравоохранение и защита прав детей.
В 1986—1992 годах Хиллари Клинтон была членом совета директоров компании Wal-Mart Stores Inc.
Став первой леди США после победы Билла Клинтона на президентских выборах 1992 года, Хиллари по просьбе мужа в 1993 году возглавила оперативный комитет по реформе здравоохранения, однако год спустя ушла с занимаемой должности.

### Политическая карьера в начале

#### Президентство Билла Клинтона

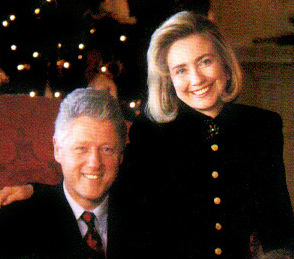
Билл Клинтон и Хиллари Клинтон в 1997

В 1990 году её годовой доход составил 190 000 долларов, в 1993 году — уже 250 000 долларов, губернаторский доход её мужа — 35 000 долларов в год. В 1986—1992 годах занимала пост члена совета директоров Wal-Mart.
Несмотря на отсутствие опыта работы на федеральном уровне, Хиллари принимала активное участие в политической жизни США, в частности, в целом неудачной попытке реформировать систему здравоохранения страны (1993—1994). В январе 1993 года Билл назначил её главой оперативного комитета по реформе здравоохранения. Он добивался медицинской страховки для всех граждан США и предлагал часть расходов возложить на плечи работодателей и производителей медицинских товаров. Противодействие медицинских производителей, отсутствие поддержки в Конгрессе (особенно после поражения демократов на выборах в Конгресс в 1994 году) сделали реализацию реформы невозможной. Хиллари Клинтон ушла в отставку со своего поста.
Хиллари запустила программу Save America’s Treasures, направленную на сохранение исторических мест страны — её финансирование было прекращено при Мишель Обаме.

#### Сенатор от штата Нью-Йорк
В 2000 году Клинтон избиралась сенатором в штате Нью-Йорк. Менеджером её предвыборной кампании был Билл де Блазио, общественный адвокат г. Нью-Йорка. Уверенно выиграв перевыборы в Сенат в ноябре 2006 года, Хиллари Клинтон долгое время считалась одним из фаворитов президентской кампании 2008 года.

#### Предвыборная кампания 2008 года
После официального начала президентской гонки осенью 2007 года, Хиллари являлась одним из самых известных публике кандидатов на пост президента США и пользовалась значительной поддержкой избирателей-демократов. При поддержке своего мужа Билла Клинтона, а также огромных капиталовложений в рекламу (свыше 5,3 млн долларов США к январю 2008), Хиллари занимала ведущее место в рейтингах и опросах избирателей. Вплоть до ноября 2007 года за неё были готовы отдать свой голос 40 % всех избирателей левого и демократически-либерального толка. Но ситуация резко изменилась в конце 2007 года, когда многие избиратели начали подозревать пару и всю систему США в непотизме, мафиозном засилье узкого круга крупного капитала. В результате Съезд фракций в Айове 3 января 2008 года выявил желание избирателей видеть перемены и новые лица в политике. Хиллари набрала всего 29 % голосов демократов, уступив Эдвардсу (30 %) и Обаме (38 %). После этого она решила одновременно смягчить свой точёный образ холодной и расчётливой леди на более мягкий в эмоциональном плане с помощью присутствия дочери, эмоциональных моментов, где у неё даже выступили слёзы. Тем не менее, как показали опросы среди женщин-избирателей большинство опять-таки поддержали Обаму (35 %), а не Клинтон (30 %).

Результаты праймериз демократов по штатам. Сиреневым цветом показаны штаты, поддержавшие Обаму, зелёным — Клинтон.

На праймериз, в начале 2008, Хиллари уверенно побеждает в штатах Огайо и Род-Айленд Барака Обаму и с незначительным перевесом в штате Техас, но проигрывает Обаме в штатах Миссисипи и Вермонт. 22 апреля Клинтон одерживает важную победу на праймериз в штате Пенсильвания.
7 июня 2008 года отказалась от продолжения внутрипартийной борьбы и заявила о поддержке кандидатуры Обамы.

### Государственный секретарь США

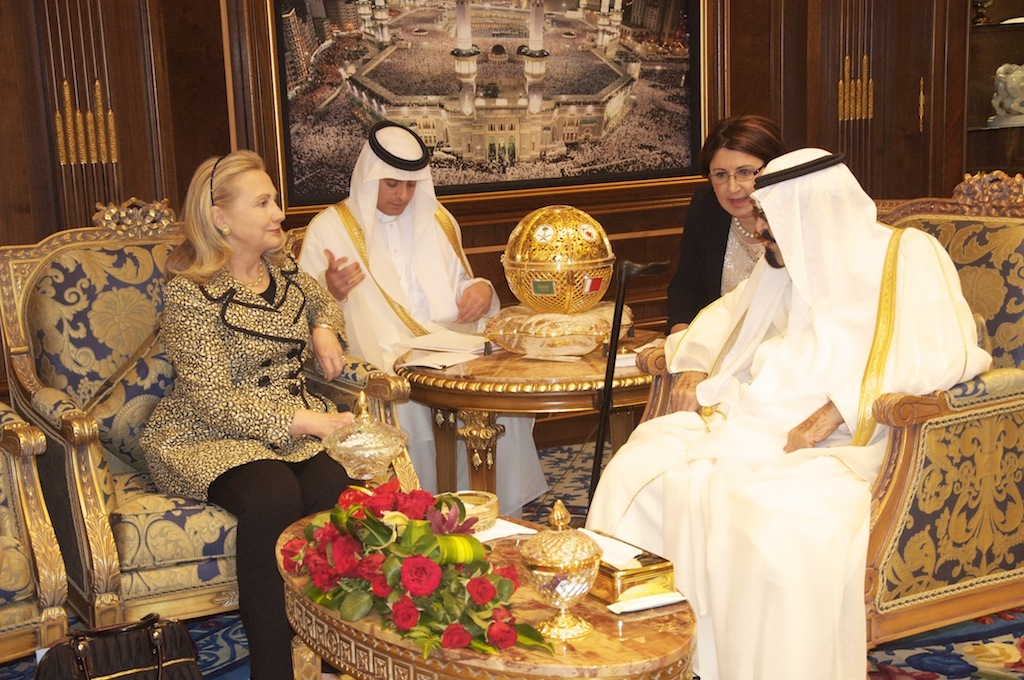
Клинтон и Король Абдулла, Эр-Рияд, Саудовская Аравия, 2012

#### Номинация и утверждение
После победы Барака Обамы на президентских выборах 2008 года он предложил Хиллари Клинтон занять пост Государственного секретаря США. 21 ноября Хиллари Клинтон согласилась занять этот пост, о чём Барак Обама официально объявил 1 декабря.
10 декабря Конгресс принял специальный закон о снижении зарплаты Государственному секретарю, чтобы (в соответствии с так называемым правилом сенатора Сэксби) действующий сенатор смог стать государственным секретарём. Закон был подписан Джорджем Бушем-младшим 19 декабря. Одновременно сенатор Хиллари Клинтон была лишена всех повышений заработной платы с 1 января 2007 года.
Слушания по кандидатуре Хиллари Клинтон на должность Государственного секретаря начались в Сенате, в Комитете по международным отношениям 13 января 2009 года. Два дня спустя комитет одобрил её кандидатуру (большинством в 16 против 1).
После инаугурации Барака Обамы 20 января 2009 года Сенат отложил принятие решения по кандидатуре Хиллари Клинтон. Решение было принято полным составом Сената 21 января и одобрено большинством в 94 голоса против 2. В этот же день Хиллари Клинтон приняла присягу и сложила полномочия сенатора от штата Нью-Йорк. В Государственный департамент новый Госсекретарь приехала 22 января 2009 года.

#### Деятельность на посту госсекретаря
В первый же день работы Хиллари Клинтон Госдепартамент посетили президент Барак Обама и вице-президент Джозеф Байден, в присутствии которых госсекретарь объявила о назначении новых спецпосланников. Бывший сенатор-демократ Джордж Митчелл был назначен спецпосланником по вопросам мирного урегулирования на Ближнем Востоке, а послом в Афганистан и Пакистан — Ричард Холбрук, бывший представитель США при ООН в администрации Билла Клинтона.

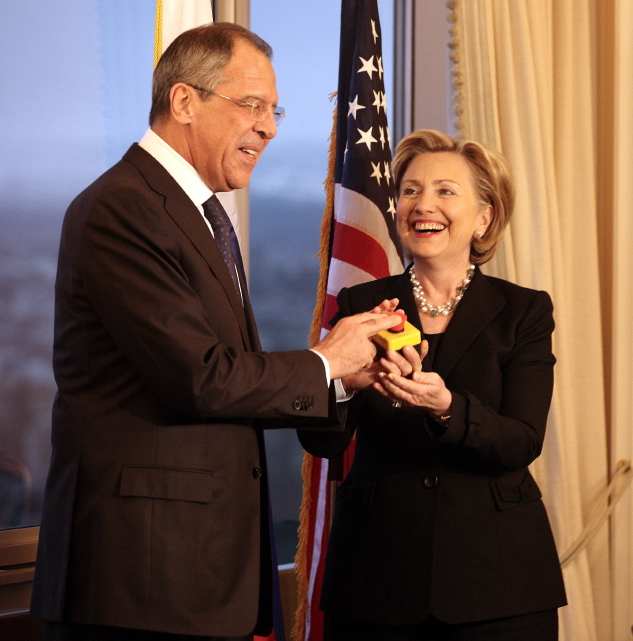
Сергей Лавров и Хиллари Клинтон. Март 2009 года

6 марта 2009 года государственный секретарь США Хиллари Клинтон и министр иностранных дел России Сергей Лавров провели первую официальную двухстороннюю встречу, которая состоялась в женевском отеле «Интерконтиненталь». На этой встрече Клинтон и Лавров дали символический старт перезагрузке отношений между Россией и США, нажав большую красную кнопку, на которой было написано не «перезагрузка», а «перегрузка».
13-14 октября 2009 года Хиллари Клинтон прибыла с первым официальным визитом в Москву, где она встретилась с президентом России Дмитрием Медведевым и министром иностранных дел России Сергеем Лавровым. Она обсудила с ними ядерные программы Ирана и КНДР, договор по СНВ-III и «перезагрузку» в российско-американских отношениях.
18 марта 2010 года Клинтон вновь посетила Москву, где приняла участие в обсуждении ситуации по Ближнему Востоку и подписания нового договора по СНВ. В ходе этого визита Клинтон дала интервью российскому телеведущему Владимиру Познеру, который ведёт телепередачу «Познер». В этом интервью Клинтон отвечала на вопросы о внешней политике США, об американской ПРО в Европе, о Косово, Южной Осетии и Абхазии.
20 октября 2011 года Хиллари Клинтон находилась с официальным визитом в Кабуле. Там она узнала об убийстве ливийского лидера Муаммара Каддафи по SMS. В этот момент она готовилась к интервью и оператор SBS News снял на камеру этот момент. Прочитав сообщение о гибели Каддафи, Клинтон воскликнула «Ух, ты». Перефразировав знаменитую фразу римского полководца Юлия Цезаря «Пришёл. Увидел. Победил», Клинтон со смехом сказала: «Пришли, увидели, он умер».
1 февраля 2013 года Хиллари Клинтон ушла в отставку с поста госсекретаря США. Новым госсекретарём США стал Джон Керри.

#### В отставке
О своей деятельности и размышлениях за четыре года на посту госсекретаря США выпустила мемуары «Hard Choices» («Трудные развилки», букв. «Трудные выборы», 2014). Клинтон как вероятный кандидат в президенты США считает, что США следует разработать полномасштабную стратегию по борьбе с исламистским экстремизмом по типу той, что была у США в отношении коммунистической идеологии СССР, не стесняясь в выборе средств достижения цели и самим решительно свергая светские режимы для замены их неэкстремистскими исламистскими режимами, чтобы вакуум власти не был занят антиамериканским исламистским экстремизмом. «Мы сделали хорошую работу при сдерживании Советского Союза, хотя мы сделали много ошибок, мы поддерживали разных негодяев, мы делали некоторые вещи, которыми мы не особо гордимся, от Латинской Америки до Юго-Восточной Азии, но у нас была всеобъемлющая стратегия во всем, что мы пытались делать, и что привело к поражению СССР и коллапсу коммунизма. Это была наша цель, мы её достигли».
Уже после отставки с поста Государственного секретаря, в марте 2015 года, разразился скандал из-за использования ею личного электронного почтового адреса для передачи конфиденциальной служебной информации. И хотя ФБР США в результате расследования рекомендовали Генеральному прокурору США не предъявлять ей обвинения, 8 июля 2016 года официальный представитель Госдепартамента США Джон Кирби сообщил, что расследование против кандидата в президенты страны Хиллари Клинтон возобновлено и будет продолжено.
4 марта 2014 года на благотворительном вечере в Калифорнии Клинтон высказалась о сходстве между курсом нацистской Германии в 1930-е годы, предлагавшей защиту этническим немцам в других странах, и политикой России в Крыму (см. аннексия Крыма Российской Федерацией). На следующий день, выступая в Калифорнийском университете Лос-Анджелеса, Клинтон отрицала, что провела параллель между действиями России на Украине и шагом Германии в Судетской области.
26 сентября 2023 года во время презентации своего официального портрета в Госдепартаменте, Хиллари Клинтон критически высказалась в адрес Владимира Путина в контексте расширения НАТО: «Жаль Владимир. Ты сам виноват в этом.»
В ответ на это высказывание официальный представитель Кремля Дмитрий Песков заявил, что Клинтон запомнилась в России своими попытками перевернуть все с ног на голову и оплошностью в 2009 году, когда на символической кнопке для «перезагрузки» отношений по ошибке оказалась надпись «перегрузка». Песков назвал ошибку не преднамеренной, но очень показательной.

### Предвыборная кампания 2016 года
12 апреля 2015 года объявила о выдвижении своей кандидатуры на президентских выборах 2016 года от Демократической партии.

Результаты Президентские выборы в США 2016 года. Красным цветом отмечены штаты, в которых большинство поддержало Трампа, синим — Клинтон.

Хиллари Клинтон являлась наиболее популярным кандидатом от Демократической партии, однако серьёзным противником для неё выступил независимый сенатор от штата Вермонт Берни Сандерс, который стал вторым кандидатом от Демократической партии, объявившим о своём участии в выборах 30 апреля 2015 года. Также в качестве возможного кандидата от демократов рассматривался вице-президент Джо Байден, но в октябре 2015 года он отказался от выдвижения своей кандидатуры. У Клинтон был ещё один соперник, экс-губернатор Мэриленда Мартин О’Мэлли.
Джим Уэбб, Линкольн Чейфи, Лоуренс Лессиг отозвали свои кандидатуры ещё до праймериз из-за низких рейтингов. Мартин О’Мэлли отказался от участия в праймериз после неудачного дебюта в Айове (экс-губернатор набрал всего 1 %).
По итогам праймериз, предполагаемым кандидатом стала Клинтон, одержавшая победы в 28 штатах (против 21 у Берни Сандерса), а также всех территориях и в округе Колумбия. 22 июля 2016 года Хиллари Клинтон заявила, что кандидатом в вице-президенты США от Демократической партии станет сенатор от штата Виргиния Тимоти Кейн.
8 ноября 2016 года состоялись выборы. Клинтон потерпела поражение, победил Дональд Трамп, набрав 306 голосов выборщиков против 232 за Хиллари Клинтон. По итогам голосования коллегии выборщиков 19 декабря 2016 года были подтверждены голоса 304 выборщиков за Трампа и 227 за Клинтон. Однако Клинтон опередила Трампа почти на 2,9 миллионов голосов избирателей, набрав 65,84 миллионов против 62,98 миллионов.
12 сентября 2017 года вышла книга Хиллари Клинтон «Что произошло», посвящённая её участию в президентской гонке.
В марте 2019 года бывший госсекретарь США заявила, что не планирует баллотироваться на пост президента США в 2020 году.

## Общественная деятельность
15 мая 2017 года объявила о создании политической группы Onward Together, имеющей целью поощрять простых людей к более активному участию в политике и противодействию администрации президента Трампа.
2 января 2020 года Хиллари Клинтон назначена ректором Университета Квинс в Белфасте сроком на пять лет, став первой женщиной-ректором в истории вуза, основанного в 1845 году.

## Личная жизнь
Муж — 42-й президент США Билл Клинтон (с 1975). У Хиллари и Билла Клинтонов есть дочь Челси (род. 1980).
В 1998 году в ходе скандала вокруг отношений Билла Клинтона с практиканткой Белого дома Моникой Левински, который едва не закончился импичментом президента, Хиллари оказала поддержку мужу и не пожелала расстаться с ним.
Клинтон с рождения является членом и прихожанином протестантской Объединённой методистской церкви.
Хилари Клинтон сыграла роль своего двойника в одном из эпизодов американского ситкома «Мерфи Браун», который транслировался на телеканале CBS с 1988 по 1998 годы.

## Награды

### Американские
- Премия «Грэмми» за лучший разговорный или не-музыкальный альбом[англ.] за 1996 год — «Нужна целая деревня[англ.]» (26 февраля 1997)[36][37].
- Почётная медаль острова Эллис (8 мая 1999)[38][39].
- Медаль министерства обороны «За выдающуюся гражданскую службу»[англ.] (14 февраля 2013)[40][41].
- Филадельфийская медаль Свободы (10 сентября 2013)[42][43].
- Орден Линкольна[англ.] (20 марта 2014)[44].
- Президентская медаль Свободы (4 января 2025)[45].

### Иностранные
- Орден Свободы (Косово, 12 июня 2004)[46].
- Орден Достык 1-й степени (Казахстан, 26 января 2011)[47].
- Орден Государственного флага Албании (Албания, 1 ноября 2011)[48].
- Орден Лакандула степени кавалера Большого креста (Филиппины, 16 ноября 2011)[49][50].
- Орден «Легион Почёта» степени Шеф-Командора (Филиппины, 15 января 2013)[51][52][53].
- Орден Заслуг перед Республикой Польша степени кавалера Большого креста (Польша, 1 февраля 2013)[54].
- Орден Креста земли Марии 1-й степени (Эстония, 6 февраля 2013)[55][56].
- Орден Трёх звёзд 2-й степени (Латвия, 18 сентября 2014)[57][58][59][60].
- Орден Витаутаса Великого степени кавалера Большого креста (Литва, 17 июня 2013)[61][62].
- Орден Золотого руна (Грузия, 16 ноября 2013)[63].
- Крест Добрососедства (Объединённый переходный кабинет Беларуси, 2024)[64].